# Zihni Özdil
Zihni Özdil (Kozaklı, Turkije, 8 september 1981) is een Nederlands historicus, columnist en voormalig Nederlands parlementslid. Van 23 maart 2017 tot en met 4 juni 2019 was hij lid van de Tweede Kamer voor GroenLinks.

## Levensloop
Özdil is van Turkse afkomst en kwam naar Nederland toen hij twee jaar oud was. Zijn grootvader woonde daar al. Hij groeide op in Rotterdam.

### Onderzoeker en analist
Özdil studeerde geschiedenis aan de Erasmus Universiteit Rotterdam. Tegelijkertijd werkte hij tussen 2006 en 2007 als redacteur voor het blad Roest. Hij heeft een master in global history met specialisaties in de vergelijkende geschiedenis van het Midden-Oosten, economische geschiedenis, kunst- en cultuurtheorieën, filmanalyse en massa-media. Ook deed hij vertaal- en redactiewerk voor de Erasmus Universiteit. In de eerste helft van 2008 deed hij bij de Central Michigan University in Mount Pleasant onderzoek naar de geschiedenis van migratie naar Amerika. Na zijn terugkeer naar Nederland was hij programmamanager bij het Turkije Instituut en organiseerde hij debatten voor De Unie/Confetti. Hij studeerde in 2009 af op een onderzoek naar de geschiedenis van de Amerikaanse identiteit. Vanaf 2010 was hij tot aan zijn Tweede Kamerlidmaatschap docent Global History aan de Erasmus Universiteit in Rotterdam. Van september 2016 tot januari 2017 was hij docent aan het Amsterdam University College van de Universiteit van Amsterdam.
Özdil schreef opiniestukken die gepubliceerd werden in onder andere Revue en Joop.nl. Van november 2014 tot maart 2017 was hij columnist voor NRC Handelsblad. Hij pleitte voor het verruimen van de vrijheid van meningsuiting in Nederland naar Amerikaans model en nam het in zijn columns op voor de vrijheid van meningsuiting van zowel PEGIDA als 'haatimams'. Als politiek analist werd hij geïnterviewd door Vrij Nederland, Buitenhof, Pauw & Witteman, de Belgische Radio 1 en De Correspondent en in de documentaire Zwart als roet.
Hij trad ook regelmatig op als gespreksleider. Als gespreksleider bracht hij in zijn YouTube-programma '#zihnigasten' de twee uitersten van het integratiedebat samen: Annabel Nanninga van GeenStijl en Anousha Nzume van BNNVARA-radio. Ook gaf hij advies en lezingen aan instellingen zoals het Ministerie van Justitie, de Universiteit van Chicago, de Universiteit van Oxford en het Stedelijk Museum. Van februari 2016 tot januari 2017 was Özdil tevens bestuurslid Zelfstandigen bij de Nederlandse Vereniging van Journalisten.
In april 2015 presenteerde hij zich als partijleider van de Europartij, die met een knipoog naar de kritiek op de Europese Unie zegt het Koninkrijk der Nederlanden en de "Democratie" te willen afschaffen.

### Politieke loopbaan
Özdil hielp Jesse Klaver, de partijleider van GroenLinks, bij het schrijven van zijn boek De empathische samenleving. Bij de Tweede Kamerverkiezingen 2017 werd hij verkozen als lid van de Tweede Kamer. Hij stond als nummer 8 op de kandidatenlijst van GroenLinks. Op 23 maart 2017 werd hij als Kamerlid geïnstalleerd.
Özdil hield zich in het parlement onder andere bezig met werkgelegenheid en (hoger) onderwijs. Met collega-Kamerleden Bart van Kent en Gijs van Dijk bracht hij in 2017 de initiatiefnota Vast werk loont uit. In oktober 2018 gaf Özdil aan om mbo’ers een titel te geven als ze zijn afgestudeerd, net zoals gebruikelijk is in het hoger onderwijs. skilled (sk.), craftsman (crf.) en expert (exp.) waren zijn suggesties voor mbo-diploma's op respectievelijk niveau 2, 3 en 4. In een interview met Trouw, gepubliceerd op 11 mei 2019, sprak hij zich uit tegen het eerder door GroenLinks gesteunde sociaal leenstelsel voor studenten. Hoewel zijn partij zich achter dat standpunt schaarde, werd hem een solistische handelwijze kwalijk genomen. Op 28 mei 2019 maakte Klaver bekend dat er sprake was van een "niet meer te herstellen vertrouwensbreuk tussen Zihni en de fractie". Özdil kondigde daarop aan zijn Kamerzetel op te geven. Hij verliet het parlement op 4 juni 2019. Özdil zegde vanwege de affaire rondom de kandidatuur voor de Tweede Kamer van Kauthar Bouchallikht in december 2020 zijn lidmaatschap van GroenLinks op.

### Na de politiek
Özdil stelde dat de GroenLinks-top na zijn vertrek uit de Kamer 'karaktermoord' op hem zou hebben gepleegd. Daarop zeiden oud-collega's uit de GroenLinks-fractie op Radio 1 dat 'de stress Özdil te veel werd, dat-ie echt niet gelukkig was, dat-ie veel onbereikbaar was, dat-ie onbetrouwbaar was, dat hij z'n afspraken niet nakwam, dat-ie zélfs weleens alcohol gebruikte tijdens werktijd'. Later maakte oud-GroenLinks-campagnestrateeg Sybren Kooistra bekend in een hotelkamer seksueel te zijn lastiggevallen door Özil, die zich hiertegen in de media niet verweerde. 
Na zijn politieke loopbaan ging Özdil verder als opiniemaker. Hij schreef van 2019 tot en met 2020 columns voor NRC. Ook maakte hij columns voor Vrij Nederland tussen 2019 en 2020. In 2021 sloot Özdil zich aan bij Elsevier als columnist. Hiernaast is hij dagvoorzitter, consultant en coach.

## Publicaties
- Nederland mijn vaderland (De Bezige Bij, 2015). ISBN 9789023495765